# Беседа разочарованного со своим духом
«Беседа разочарованного со своим духом» (также «Беседа разочарованного со своим Ба», «Разговор разочарованного со своим духом», «Разговор разочарованного со своим Ба», «Спор разочарованного со своей душой») — условное название в науке древнеегипетского философского произведения (текст папируса № 3024 Берлинского музея), написанного в жанре поэтического диалога. Датируется предположительно XXII—XXI веками до н. э. До наших дней дошли списки XX—XIX веков до н. э.

## Источник
Записан иератическим письмом на папирусе Berlin 3024 XII династии, хранящемся с 1843 года в Берлинском музее. Первая часть текста не сохранилась и в современном виде состоит из 155 вертикальных колонок. Утерянное начало составляло не менее 14 строк. Строки (1) и (2) относятся к предыдущей речи Ба, и их смысл из-за отсутствия контекста практически непонятен.

## Сюжет

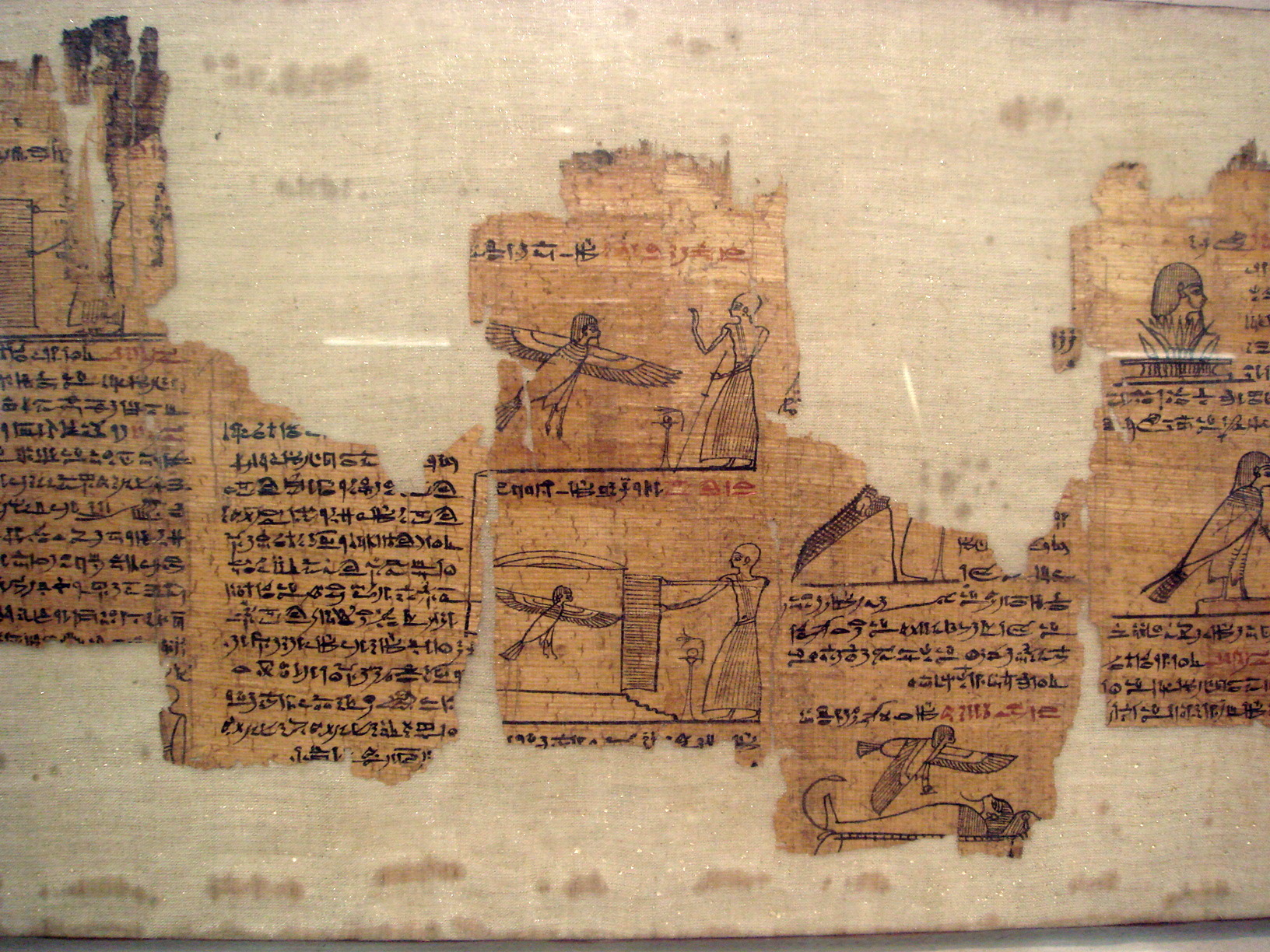
Фрагмент из Книги мёртвых с изображением крылатой Ба и человека. Египетский музей в Милане (Италия)

В одной из элегий человек жалуется душе на одиночество («Видишь, моё имя ненавистно»; вариант перевода — «Моё имя смрадно»). Также собеседник ба отмечает ужасающее падение нравов и нивелирование ценностей современным ему обществом («Кому открыться мне сегодня?»). «Разочарованный» прославляет смерть и всё, что с ней связано, воспринимая её как долгожданное освобождение от нестерпимых земных тягот («Мне смерть представляется ныне /…/ исходом из плена страданий»). В произведении утверждается, что, тот, кто перейдёт в царство мёртвых, сможет обрести статус божества, которое будет творить «возмездие за зло», что указывает на архетипическое отношение древних египтян к загробному миру.
Что касается реплик ба, то они во многом созвучны философическим и нравственным концепциям, высказанным в «Песне Арфиста» — другом значимом поэтическом произведении Древнего Египта. Ба возражает последнему утверждению «разочарованного», отмечая неизвестность за пределами жизненного исхода человека. Те пирамиды и гробницы, на строительство которых у людей уходят многие годы, со временем превратятся в прах и рассыплются. Ба советует получать сиюминутные радости жизни и полностью отказаться от тягостных и губительных размышлений о дальнейшей судьбе и о том, что произойдёт с человеком после окончания жизненного пути.
«Беседа разочарованного со своим Ба» считается древнейшим дошедшим до нас письменным источником, посвящённым обсуждению проблемы самоубийства.

## Описание

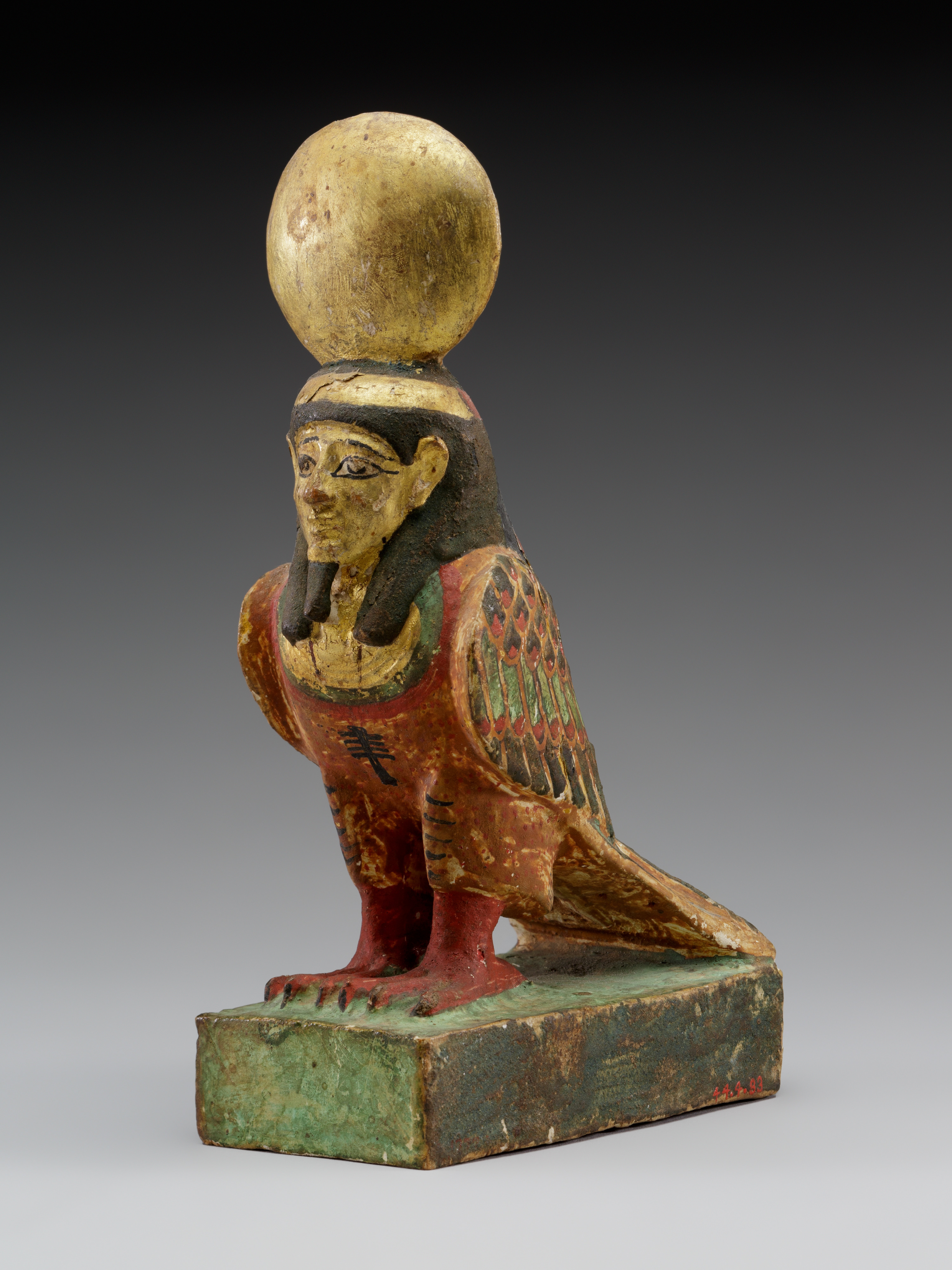
Деревянная статуэтка Ба (332–330 годы до н.э. или позднее). Метрополитен-музей

Диалог состоит из 24 песен-элегий, названных по рефренам, которые их замыкают.
Произведение представляет соединение трёх основных стилей древнеегипетской литературы: прозу, симметрично выстроенную речь и лиричную поэзию.
Художественная форма диалогического произведения, по мнению египтологов-литературоведов, повторяет формы погребальных заплачек, канон которых сформировался в древнеегипетской литературе ещё до создания «Спора». Также текст лиричен, поскольку в нём присутствуют ярко выраженные черты индивидуальности поэта, акцентирована глубина и тонкость его душевных переживаний и поисков. Возможно, это произведение отражает становление поэтической индивидуальности в древнеегипетской литературе и формирование личного самосознания авторов поэтических текстов.

## Похожие произведения
- «Песнь Арфиста»;
- Эпические произведения аккадской литературы также обнаруживают в себе композиционно-стилистические и ценностные приметы, которые присущи «Спору»: в связи с этим можно отметить «Гильгамеша» и диалогический текст «Беседа господина и раба».
- Близким к «Спору» является Екклесиаст. Связь этого памятника с библейской Книгой Иова усматривал Б. А. Тураев, что не нашло поддержки в дальнейшем[1][9].